# Disasagans målningar i Venngarns slott

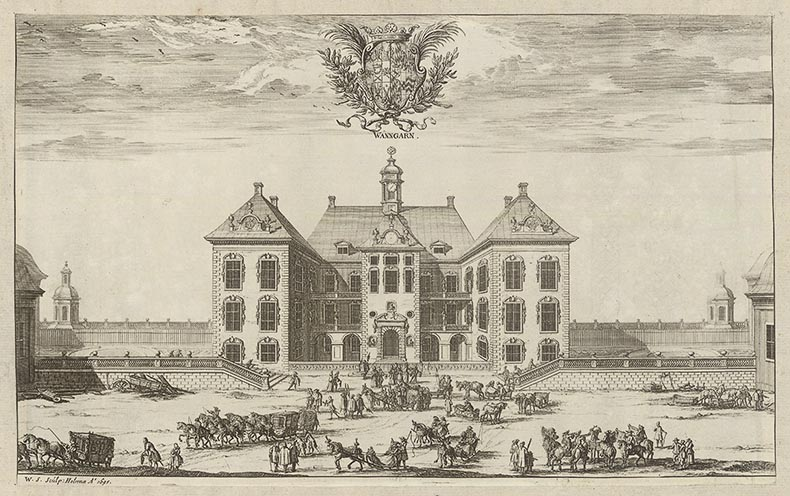
Venngarns slott cirka 1695. Kopparstick av Willem Swidde i Suecia Antiqua et Hodierna. Greve Magnus Gabriel De la Gardie var slottets ägare från 1653 och han såg till att Venngarn förvandlades från ett litet renässansslott till ett barockpalats.

Disasagans målningar i Venngarns slott är en svit väggmålningar av Lorentz Wolter om drottning Disas öde, som tidigare hängde i Disasalen på Venngarns slott norr om Sigtuna i Uppland.
Disasagan berättas i åtta målningar från 1600-talet. Målningarna är utförda efter förlagor av David Klöcker Ehrenstrahl på beställning av Magnus Gabriel De la Gardie. Konstnären Lorentz Wolter fick uppdraget att måla de åtta målningarna i svit och hans arbeten från 1680 hängde tidigare i gästabudssalen på övervåningen i slottet, numera kallad Disasalen. Lorentz Wolter har haft hovmålaren Ehrenstrahls Disatavlor som förlagor. Målningarna finns i Nationalmuseum.
På 1650-talet flyttade Magnus Gabriel De la Gardie in i slottet, och lät bygga om det i barockstil. Slottet förvandlades från ett litet renässansslott till ett barockpalats. År 1680 målade David Klöcker Ehrenstrahl även ett stort antal porträtt av Magnus Gabriel De la Gardie på beställning. 
På 1600-talet fanns ett visst intresse för den nordiska forntidens storhet. Slottet har sitt ursprung i en medeltida byggnad. Den historieintresserade Magnus Gabriel De la Gardie beställde de åtta målningarna i svit med episoder om Disas öde till Venngarns slott på 1600-talet. Han ville uppmärksamma att Disa enligt sagan bott på Venngarn under forntiden. 

## Bilder i Nationalmuseum ur Disasagan
Kopior i olja på duk med ram efter David Klöcker Ehrenstrahl (1628-1698) av Lorentz Wolter, en målare av tysk börd, som var verksam i Sverige under senare hälften av 1600-talet. Tillsammans med Johan Wulf anställdes han av Magnus Gabriel De la Gardie för att utföra dekorationsmålningar på Kägleholm. Sannolikt arbetade han även på De la Gardies Venngarn.

Disasagan "När Disas taal wardt bläst [...]", NMWg 59, olja på duk med ram, 196 x 179 cm, Kopia efter David Klöcker Ehrenstrahl (1628-1698).
Disasagan "Af nytt spechtacel här en kung [...]", NMWg 61, olja på duk, 195 x 177 cm. Kopia efter David Klöcker Ehrenstrahl (1628-1698).
Disasagan "Här bringar Disas faar [...]", NMWg 58, 192 x 178 cm. Kopia efter David Klöcker Ehrenstrahl (1628-1698).
Disasagan "Mäd kungen går hans råd [...]", NMWg57, 195 x 178 cm. Kopia efterDavid Klöcker Ehrenstrahl (1628-1698).
Disasagan "Sij! Wijsheets underwärch af honom [...]", NMWg 62, 195 x 173 cm. Kopia efter David Klöcker Ehrenstrahl (1628-1698).
Disasagan "War thet eij löön [...]", NMWg 64, 195 x 173 cm. Kopia efter David Klöcker Ehrenstrahl (1628-1698).

## Disasagan berättas i åtta målningar

Disasagan, skrifttavla med text på svenska och latin, NMWg 65, 195 x 197 cm. Kopia efter David Klöcker Ehrenstrahl (1628-1698).

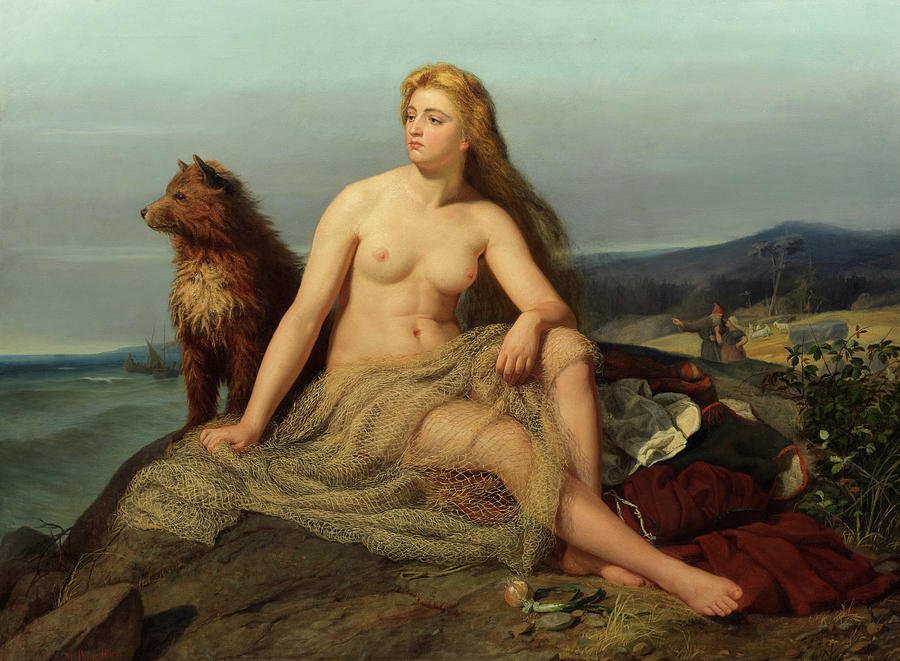
Kráka av Mårten Eskil Winge, 1862

På Venngarns slott berättades Disasagan i åtta målningar från 1600-talet. En av tavlorna är en manshög tavla med vit text på både svenska och latin på svart botten. Texten presenterar Venngarns berömda Disamålningar.
Disasagan är en variant på sagan om Kraka eller Aslög, som i nordisk mytologi är dotter till Sigurd Fafnesbane och Brynhild, samt maka till Ragnar Lodbrok.
I litteraturen blev sägnen om Disa, som räddade landet undan hungersnöd, populär under 1600-talet. Drottning Disa är huvudpersonen i en saga av uppsvenskt ursprung.[källa behövs]
Sagan om Disa uppstod redan under medeltiden, då Disa omnämns av Olaus Magnus redan 1555. Olof Rudbeck den äldre refererar i Atlantican om Sagan om Disa. Rudbeck säger sig dra ut hela summan av Olaus Magnus, Johannes Messenius och andras berättelser. Rudbeck själv har mycket märkvärdiga tankar om Disa. Han anser att hon är identisk med den egyptiska gudinnan Isis som i sin tur har med Nordens is att skaffa, och hon är vidare identisk med Freja och med själva jorden. I Atlantican ägnar Rudbeck något hundratal sidor åt abstrusa spekulationer i detta och närliggande ämnen. 
Sagan berättar att när kung Yngve-Frej, som också kallas Sigtrud, regerade blev det överbefolkning i landet, och en vinter när det rådde hungersnöd beslöt kungen i samråd med allmogen att alla gamla och sjuka skulle dräpas. Disa, som var dotter till en av hans rådsherrar, som hette Siustin och bodde på Venngarn, förklarade att hon visste bättre råd. När kungen fick veta detta lät han skicka efter henne, men ställde samtidigt en mängd besvärliga villkor för audiensen. Disasagan handlar om en tid av hungersnöd, då kung Sigtrud hade beslutat att döda gamla och sjuka undersåtar. Emellertid visste Disa på bättre råd. Hos kungen begärde hon företräde och detta beviljades hon, om hon kunde uppfylla svåra villkor.
Han begärde att hon skulle komma till audiensen:
- varken klädd eller oklädd,
- varken till fots eller till häst,
- varken åkande eller seglande, och så vidare.

Disa uppfyllde naturligtvis alla kraven. Hon anlände i skymningen svept i ett fisknät och med ena benet i en släde och det andra på en getabock. Kungen blev intagen av hennes klokhet och skönhet och gjorde henne strax till sin gemål. Hon avhjälpte därpå överbefolkningen i landet genom att dela folket i två delar och skicka den ena att kolonisera vildmarkerna i Norrland. Kraven som ställs på Disa är ungefär samma som ställdes på Aslög i Ragnar Lodbroks saga.
I tavlorna, som fanns i gästabudssalen, den stora salen, på Venngarns slott är detta avbildat. Motiven på tavlorna visar hur det gick till att uppfylla kungens villkor, hur hon löste landets problem och vad som hände sedan.
"Till de herresäten, hvilka med sina grönskande parker likt "angenäma oaser" skänka lif och omvexling åt det i allmänhet flacka och enformiga Upland, hörer Venngarns kungsgård, belägen i S:t Olofs socken, på vestra stranden af Garnsviken, en half mil norr om Sigtuna."
"Stället är ett af de äldsta gods, som nämnas i vår medeltids historia, men folksägnen nöjer sig icke med den i sig sjelf ganska aktningsvärda åldern, utan låter dess anor gå ända upp i sagotiden, i det den hit förlagt historien om drottning Disa, eller rättare gjort Venngarn till hemvist för denna mytiska personlighet."
Utdrag ur artikeln om Disasagans målningar på Venngarns slott i Svenska Familj-Journalen 1875, i moderniserad språkversion:
Så berättar sagan:
| ” | I forna tider bodde på Venngarn en ädel jungfru, lika beryktad för sin skönhet som för sin människokärlek och för sitt ljusa förstånd. Vid en svår missväxt i landet befallde konungen, att till lindring av folkets lidande var femte människa skulle uttagas och dödas. Disa, som fick höra detta grymma påbud, lät sända bud till konungen och säga honom att hon visste ett bättre råd. Konungen kallade henne då till sig, men förelade henne att icke komma till fots, ej åkande, ej heller ridande, varken klädd eller oklädd, ej inom år eller månad, ej på dag, ej på natt, icke i ny och icke i nedan. | „ |

| ” | Disa anlände klädd i ett nät, åkande i en släde, dock med ena benet vilande över ryggen på en bock, under solståndsdagarna, vilka icke räknades till någon viss månad, och hennes ankomst inträffade vid fullmånen och under skymningen. Hennes råd var att låta en del av folket tåga bort till obebyggda trakter, varigenom rum och näring bereddes åt de övriga. Konungen, livligt intagen av hennes klokhet och fägring, tog henne till sin gemål och följde sedan i allt hennes råd och föreskrifter. | „ |

Artikeln i Svenska Familj-Journalen fortsätter berättelsen med en historik över Venngarns slott med lite fri tolkning och förtydligande tillägg.

## Disa som skådespel
Disa figurerar som huvudperson i Johannes Messenius (1579-1636) skådespel Disa, som uppfördes vid distingen i februari 1611. Distinget är namnet på det ting som stod i sammanhang med den gamla förkristna offerfesten disablot, och även den marknad som fortfarande hålls vid denna tid.
Skådespelet Disa författades 1611 av Johannes Messenius och det bygger på en äldre, i Asien och Europa spridd, saga om den kloka flickan som lyckas bli drottning. Skådespelet handlar om en klok flicka från Venngarn som räddade svearna från hungersnöd. Pjäsen är baserad på en äldre saga, men huvudpersonens namn och ursprung i Venngarn är Messenius skapelse, liksom påståendet att distinget är namngivet efter huvudpersonen. 
Vid distingsmarknaden i Uppsala 1687 uppfördes Johan Celsius skådespel "Comedia de Disa".

## Disa i litteraturen
Johan Gabriel Oxenstierna skrev det diktverk, som är baserat på berättelsen om drottning Disa, där komisk verkan skapas av bland annat inlagda anakronismer med detaljer ur samtidens hovliv placerade mitt i en berättelse som formellt utspelar sig under fornnordisk tid. Dikten är formellt riktad till Venngarns ägarinna, hans väninna fru Printzensköld, Maria Hedvig Gerner. Oxenstierna författade diktverket 1780 och det trycktes 1798.

## Kortfattad historik om Venngarns slott
År 1619 gav Gustav II Adolf fastigheten till greve Franz Berendt von Thurn, vars son Henrik von Thurn sedan sålde slottet för 50.000 kronor, till Magnus Gabriel De la Gardie 1653. Således började storhetstiden för slottet Venngarn. Magnus Gabriel De la Gardie var då en av de mest inflytelserika politikerna i Karl XI:s regering. Intäkterna från De la Gardies stora domäner var mycket höga, eftersom det tros att hans gods bestod av cirka 1000 fastigheter. Efter kungens reduktionen måste alla gods återföras till kronan. De la Gardie beviljades rätten att behålla och använda Venngarn under resten av sitt liv och dog där den 26 april 1686. Från det datumet gick slottet över till kronans ägo och hyrdes ut till olika familjer.